# Det uforglemmelige år 1919
Det uforglemmelige år 1919 (russisk: Незабываемый 1919 год) er en sovjetisk film fra 1952 af Mikhail Tjiaureli.

## Handling
Filmen foregår i maj 1919 under den russiske borgerkrig. Bolsjevikkernes højborg, Petrograd er under angreb af den kontrarevoltionære Hvide hær under general Nikolaj Judenitjs kommando, der er støttet af det imperialistiske Storbritannien, og særlig den krigsgale Winston Churchill. Byens øverste sovjet er demoraliseret og overvejer at evakuere byen, mens den Hvide hærs femte kolonne planlægger uroligheder. Det lykkes at få kontakt til Østersøflådens sømænd med anmodning om hjælp. Da det ser sort ud for Den røde hær, ankommer Josef Stalin til slagmarken, opildner kommunisterne og besejrer fjenden og redder byen.

## Medvirkende
- Boris Andrejev som Sjibaev
- Mikhail Gelovani som Josef Stalin
- Pavel Moltjanov som Vladimir Lenin
- Gavriil Belov som Mikhail Kalinin
- Boris Olenin som Grigorij Zinovjev